# Leone Caetani
Leone Caetani, XV duca di Sermoneta, VI principe di Teano (Roma, 12 settembre 1869 – Vancouver, 25 dicembre 1935), è stato un islamista, orientalista e politico italiano naturalizzato canadese, eminente studioso del primo Islam.

## Biografia
Nato dalla nobile famiglia Caetani, che aveva dato al Papato due Pontefici (Gelasio II (m. 1119) e Bonifacio VIII (1235-1303), diventato papa nel 1294), Leone Caetani era figlio di Ada Constance Bootle-Wilbraham e di Onorato Caetani, che era stato nel 1896 Ministro degli Esteri nel secondo governo del marchese Antonio di Rudinì, nonché 16° sindaco di Roma e Presidente della Società Geografica Italiana dal 1879 al 1887. Il nonno paterno Michelangelo Caetani (1804-1882), un noto dantista, fu Governatore di Roma nel 1870, allorché, con plebiscito, la Città Eterna aveva aderito al Regno d'Italia. La nonna paterna Kaliksta Rzewuska era figlia del conte Wenceslas Seweryn Rzewuski, rinomato orientalista e nipote dello scrittore e conte polacco Jan Potocki.
Nel 1915, nel momento in cui l'Italia decise di intervenire nella prima guerra mondiale, partì volontario per il fronte come ufficiale di artiglieria assegnato alla zona delle Dolomiti. 
Aveva sposato nel 1901 Vittoria Colonna, figlia di Marcantonio VI Colonna, principe di Paliano, dalla quale ebbe un figlio che ebbe il nome del nonno, Onorato (Roma, 1902 - 1942). Durante la Grande Guerra, essendo lui impegnato al fronte, Vittoria iniziò un'assidua frequentazione con il pittore Umberto Boccioni, per cui, al suo ritorno, i due si separarono. In seguito, Leone intraprese una relazione con Ofelia Zenoni Fabiani.
Da quest'ultima ebbe la figlia Sveva Caetani (Roma, 6 agosto 1917 - Vernon, 28 aprile 1994), insegnante e pittrice. L'impossibilità di sposare la nuova compagna e di riconoscere legalmente la figlia lo indusse nel 1927 a partire in esilio volontario alla volta del Canada, nella Columbia Britannica, dove si stabilì a Vernon, presso Vancouver.  Qui morì, nel 1935, a causa di una neoplasia alla gola.
Alla fine degli anni Novanta, gli è stata intitolata una scuola nel comune di Cisterna di Latina, città a lungo sottoposta al dominio feudale dei Caetani.

## Gli studi
Laureato a Roma in lettere e filosofia nel 1892 dopo aver studiato l'arabo, l'ebraico, il persiano, il sanscrito e l'assiro (forse anche il turco) con vari docenti, fra cui Ignazio Guidi e Giacomo Lignana, Leone Caetani avviò presto il suo ambizioso piano di scrivere una storia del primo Islam, con un'introduzione sul periodo precedente all'azione politica e spirituale di Maometto, basato su tutte le fonti islamiche (arabe innanzi tutto) fino ad allora edite o accessibili, collazionate con le più autorevoli opere degli studiosi orientalisti maggiormente accreditati, grazie a una squadra di studiosi e di giovani, ma per lo più affidabili collaboratori (tra essi Giuseppe Gabrieli, Giorgio Levi Della Vida, Gerardo Meloni e Michelangelo Guidi) che lavorava alle sue dirette dipendenze nel palazzo romano delle Botteghe Oscure, allora proprietà dei Caetani.
Degli Annali dell'Islam uscirono solo 10 volumi, in grado di coprire però il significativo periodo di attività del Profeta dell'Islam e quello dei primi quattro califfi "ben guidati". Le vicende politiche e umane lo distrassero definitivamente dall'obiettivo che si era prefisso.
Fu accolto come Socio corrispondente dall'Accademia Nazionale dei Lincei (di cui faceva già parte la zia Ersilia Caetani Lovatelli, la prima donna a essere accolta nella prestigiosa Accademia che fu già di Galileo Galilei). Prima di attuare la sua decisione di lasciare la patria nel 1926, istituì il 6 gennaio del 1924 al suo interno una "Fondazione Caetani per gli studi musulmani", dotata dell'intero suo prezioso patrimonio librario, e che è ancor oggi attiva nell'ambito linceo.
Caetani resta tuttora uno dei migliori storici italiani dell'Islam, tanto che la sua opera è stata riprodotta da una casa editrice statunitense (Georg Holms) per sovvenire alle richieste degli studiosi che non avrebbero altrimenti alcuna possibilità di reperire l'originale, se non nelle biblioteche dei migliori centri di ricerche, universitari e non, italiani o esteri.

## L'attività politica
Fu deputato dal 1909 al 1913 per il IV collegio di Roma, nelle file del Partito Democratico Costituzionale, di orientamento liberal-democratico.
La sua non rielezione nelle elezioni politiche del 1913 fu rivendicata da Vincenzo Ottorino Gentiloni in un'intervista al giornalista A. Benedetti, pubblicata su Il Giornale d'Italia del 7 novembre 1913, come uno straordinario successo del patto da lui concluso con Giovanni Giolitti, che permise la mancata rielezione del sacerdote scomunicato Romolo Murri, del socialista Guido Podrecca e di esponenti dell'anticlericalismo, quali Antonino Campanozzi, e della massoneria, come lo stesso Caetani, e che segnò l'ingresso ufficiale dei cattolici nell'attività politica del Regno d'Italia.
Come deputato di simpatie socialiste si mise in luce per il suo profondo dissenso - insieme a Gaetano Salvemini - nei confronti della guerra italo-turca del 1911 voluta da Giolitti, cosa che gli procurò l'ostilità della nobiltà (che lo considerava un traditore della sua classe e che lo qualificò sprezzantemente come "Principe turco") e, più tardi, del fascismo che lo farà espellere "per indegnità" nel 1935 dall'Accademia dei Lincei (che stava per sostituire con l'Accademia d'Italia), quando egli rifiutò esplicitamente di giurare fedeltà al regime, insieme a Benedetto Croce, Gaetano de Sanctis e ad altri quattro accademici; lo stesso regime lo privò della cittadinanza italiana poco prima della morte, come punizione per aver assunto la cittadinanza canadese.
Ciò nondimeno Leone Caetani ebbe appieno la solidarietà scientifica e l'ammirazione di tutto il mondo degli studiosi, in Italia e all'estero, tanto che i suoi Annali dell'Islām sono ancor oggi una delle poche opere redatte in lingua italiana a essere regolarmente studiata e citata in ambiti accademici e storici non-italiani.

## L'ambiente esoterico-pagano
Come documentato storicamente, fu attivo nel Gran Consiglio del Sinedrio di un Rito massonico di tradizione egizia in ambito napoletano fino al 1910, data della morte del Gran Maestro e Gran Hyerophante Giustiniano Lebano. A seguire diede vita ad una rivisitazione "romulea" del corpus dottrinario della rito egiziano, con conseguente filiazione, con lo Jeronimo di Ekatlo Ecatlon, il Sommo Hierophante Pontefice del supremo collegio, o Sinedrio Ammonio, o come N.R. Ottaviano. Dopo la sua morte sua figlia Sveva spedì tutti i vari documenti relativi all'Ordine a Pasquale Del Pezzo, che Caetani aveva nominato reggente.
È stata proposta l'identificazione di Caetani con due misteriosi personaggi che agirono nell'ambiente pagano romano alla vigilia della prima guerra mondiale.
Il primo di questi personaggi firmò con lo pseudonimo di Ekatlos un articolo pubblicato nel dicembre 1929 sull'ultimo numero della rivista Krur diretta da Julius Evola. In questo articolo, intitolato La grande orma: la scena e le quinte, si rendono noti gli atti di un gruppo di persone che intendevano riattivare un collegamento con la religione romana.
Questi atti furono:
- Il ritrovamento di un antico scettro romano in un sepolcro durante il periodo natalizio del 1913 (secondo Del Ponte il ritrovamento sarebbe avvenuto nella notte del solstizio d'inverno e il sepolcro si sarebbe trovato sulla via Appia Antica). Il ritrovamento sarebbe avvenuto su indicazioni ricevute da una donna che nel gruppo aveva la funzione di "pupilla", ossia di medium tra gli dèi e gli uomini: l'ipotesi più accreditata sulla sua identificazione sembra essere quella che indica Cesarina Ribulsi (Torino, 9 marzo 1892 - Viterbo, 1963), ma sono state anche proposte Camilla Calzone e Ofelia Fabiani.
- La celebrazione, nelle notti dei mesi successivi, di un rito eseguito secondo le indicazioni scritte nelle bende che avvolgevano lo scettro stesso e avente lo scopo di propiziare la vittoria italiana nell'imminente conflitto mondiale. Secondo la testimonianza di Ekatlos, durante questi riti il gruppo avrebbe assistito a diverse visioni, tra le quali quelle di antichi eroi romani, che avrebbero preannunciato l'entrata in guerra dell'Italia e la sua vittoria finale.
- La visione di un'aquila e dei Dioscuri, avvenuta nel cielo di Roma, sul Campidoglio, all'alba di un giorno di poco seguente la battaglia di Caporetto (24 ottobre - 19 novembre 1917). Tale visione fu interpretata dal gruppo di Ekatlos come un segno preannunciante la vittoria finale italiana nella guerra (nonostante si fosse appena verificato il disastro di Caporetto).
- L'attribuzione del titolo di Console d'Italia a Benito Mussolini da parte di una componente del gruppo, Regina Terruzzi. Il fatto sarebbe avvenuto a Milano, in Piazza San Sepolcro il 23 marzo 1919, il giorno e il luogo stesso della fondazione dei fasci di combattimento, ma anche giorno della festività del Tubilustrium secondo il calendario romano.
- La consegna allo stesso Mussolini di quella che nell'articolo di Ekatlos viene definita come formula rituale etrusca di purificazione e cioè la frase augurale latina Quod bono faustumque sit.
- La consegna, sempre a Mussolini, di un fascio littorio ricostruito, avvenuta al Palazzo del Viminale il 19 maggio 1923 da parte della professoressa Cesarina Ribulsi, vestita di rosso (colore augurale nell'antica Roma) e presentata a Mussolini da Regina Terruzzi. Sia Ribulsi sia Terruzzi facevano parte delle persone convenute a Roma per il Congresso Femminile Internazionale, le cui partecipanti furono ricevute da Mussolini proprio in quell'occasione.
- La realizzazione dell'immagine di una fenice coronata, con intorno l'iscrizione R.R.R.I.A.T.C.P., e la sua collocazione in un piccolo edificio della vecchia Roma. Tale immagine avrebbe avuto lo scopo di evocare la risorgenza della romanità pagana e la ricostituzione dell'impero.

Il testo dell'articolo subì poi diverse modifiche ad opera di Evola nelle edizioni successive apparse in Introduzione alla magia, ma sembra che avesse subito rimaneggiamenti già nell'edizione di Krur 1928: secondo Baistrocchi infatti il nome originale dell'autore doveva essere Ekatlo, al quale poi Evola avrebbe aggiunto una "s" finale, mentre l'iscrizione che fa da contorno alla fenice sarebbe in realtà R.R.R.J.A.P.T.C..
L'attribuzione a Leone Caetani dell'identità di Ekatlos è proposta da Marco Baistrocchi, Sandro Consolato, Renato Del Ponte, Massimo Introvigne, Claudio Mutti, ma è contestata da alcuni che invece propendono per l'identificazione con una donna: Julius Evola parlava di una signora antroposofa e, secondo Consolato, si sarebbe riferito a Maria Calzone Mongenet, che all'epoca sarebbe stata presidente di un circolo kremmerziano di Roma.
L'altro personaggio in questione si faceva chiamare Ottaviano e firmò con questo pseudonimo alcuni articoli di carattere pagano apparsi sulla rivista kremmerziana Commentarium; nell'ultimo articolo da lui scritto, dal titolo Gnosticismo e Iniziazione, dichiarò apertamente di essere pagano.
Secondo la testimonianza dell'esoterista Marco Daffi (pseudonimo del barone Ricciardo Ricciardelli) anche dietro tale pseudonimo si sarebbe celato Leone Caetani mentre secondo altre fonti Ottaviano sarebbe da identificarsi con tale ingegner Koch, all'epoca proprietario della sede del circolo kremmerziano di Roma.

## Ascendenza
|                                              |                                                |                                                               | Genitori                         |  |  | Nonni |  |  | Bisnonni                              |  |  | Trisnonni                               |  |
|                                              |                                                |                                                               |                                  |  |  |       |  |  | Enrico Caetani, XII duca di Sermoneta |  |  | Francesco Caetani, XI duca di Sermoneta |  |
|                                              |                                                |                                                               |                                  |  |  |       |  |  | Enrico Caetani, XII duca di Sermoneta |  |  | Francesco Caetani, XI duca di Sermoneta |  |
|                                              |                                                | Anna Maria Meucci                                             |                                  |  |  |       |  |  | Enrico Caetani, XII duca di Sermoneta |  |  |                                         |  |
| Michelangelo Caetani, XIII duca di Sermoneta |                                                |                                                               |                                  |  |  |       |  |  | Enrico Caetani, XII duca di Sermoneta |  |  |                                         |  |
|                                              |                                                | Teresa de Rossi                                               | Giovanni Gherardo de Rossi       |  |  |       |  |  |                                       |  |  |                                         |  |
|                                              |                                                | Teresa de Rossi                                               | Giovanni Gherardo de Rossi       |  |  |       |  |  |                                       |  |  |                                         |  |
|                                              |                                                | Teresa de Rossi                                               | Clementina Ingami                |  |  |       |  |  |                                       |  |  |                                         |  |
| Onorato Caetani, XIV duca di Sermoneta       |                                                | Teresa de Rossi                                               |                                  |  |  |       |  |  |                                       |  |  |                                         |  |
|                                              |                                                | Wacław Seweryn Rzewuski, conte Rzewuski                       | Seweryn Rzewuski, conte Rzewuski |  |  |       |  |  |                                       |  |  |                                         |  |
|                                              |                                                | Wacław Seweryn Rzewuski, conte Rzewuski                       | Seweryn Rzewuski, conte Rzewuski |  |  |       |  |  |                                       |  |  |                                         |  |
|                                              |                                                | Wacław Seweryn Rzewuski, conte Rzewuski                       | Konstancja Lubomirska            |  |  |       |  |  |                                       |  |  |                                         |  |
| Kaliksta Rzewuska                            |                                                | Wacław Seweryn Rzewuski, conte Rzewuski                       |                                  |  |  |       |  |  |                                       |  |  |                                         |  |
|                                              |                                                | Aleksandra Franciszka Rozalia Teofila Lubomirska, principessa | Aleksander Lubomirski            |  |  |       |  |  |                                       |  |  |                                         |  |
|                                              |                                                | Aleksandra Franciszka Rozalia Teofila Lubomirska, principessa | Aleksander Lubomirski            |  |  |       |  |  |                                       |  |  |                                         |  |
|                                              |                                                | Aleksandra Franciszka Rozalia Teofila Lubomirska, principessa | Rozalia Chodkiewicz              |  |  |       |  |  |                                       |  |  |                                         |  |
| Leone Caetani, XV duca di Sermoneta          |                                                | Aleksandra Franciszka Rozalia Teofila Lubomirska, principessa |                                  |  |  |       |  |  |                                       |  |  |                                         |  |
|                                              | Edward Bootle-Wilbraham, I barone Skelmersdale | Richard Bootle-Wilbraham                                      |                                  |  |  |       |  |  |                                       |  |  |                                         |  |
|                                              | Edward Bootle-Wilbraham, I barone Skelmersdale | Richard Bootle-Wilbraham                                      |                                  |  |  |       |  |  |                                       |  |  |                                         |  |
|                                              | Edward Bootle-Wilbraham, I barone Skelmersdale | Mary Bootle                                                   |                                  |  |  |       |  |  |                                       |  |  |                                         |  |
| Charles Bootle-Wilbraham                     | Edward Bootle-Wilbraham, I barone Skelmersdale |                                                               |                                  |  |  |       |  |  |                                       |  |  |                                         |  |
|                                              |                                                | Mary Elizabeth Taylor                                         | …                                |  |  |       |  |  |                                       |  |  |                                         |  |
|                                              |                                                | Mary Elizabeth Taylor                                         | …                                |  |  |       |  |  |                                       |  |  |                                         |  |
|                                              |                                                | Mary Elizabeth Taylor                                         | …                                |  |  |       |  |  |                                       |  |  |                                         |  |
| Ada Constance Bootle-Wilbraham               |                                                | Mary Elizabeth Taylor                                         |                                  |  |  |       |  |  |                                       |  |  |                                         |  |
|                                              |                                                | James Ramsbottom                                              | John Ramsbottom                  |  |  |       |  |  |                                       |  |  |                                         |  |
|                                              |                                                | James Ramsbottom                                              | John Ramsbottom                  |  |  |       |  |  |                                       |  |  |                                         |  |
|                                              |                                                | James Ramsbottom                                              | Sophia Pryor                     |  |  |       |  |  |                                       |  |  |                                         |  |
| Emily Ramsbottom                             |                                                | James Ramsbottom                                              |                                  |  |  |       |  |  |                                       |  |  |                                         |  |
|                                              |                                                | Emma Batson                                                   | …                                |  |  |       |  |  |                                       |  |  |                                         |  |
|                                              |                                                | Emma Batson                                                   | …                                |  |  |       |  |  |                                       |  |  |                                         |  |
|                                              |                                                | Emma Batson                                                   | …                                |  |  |       |  |  |                                       |  |  |                                         |  |
|                                              |                                                | Emma Batson                                                   |                                  |  |  |       |  |  |                                       |  |  |                                         |  |

## Opere scelte
- Leone Caetani, Annali dell'Islam, Milano-Roma, U. Hœpli-Fondazione Caetani della Reale Accademia dei Lincei, 1905-1926, 10 voll. (repr. Georg Olms, New York, 1972).
- Leone, Caetani, Studi di storia orientale, Milano, U. Hœpli, 1911-1914, vol. I e III (rist. in 2 voll., Roma, Edizioni di Storia e Letteratura, 2012).
- Leone, Caetani, La funzione dell'Islam nell'evoluzione della Civiltà, Bologna, Zanichelli, Estratto da Scientia Rivista di Scienza, Vol. XI, Anno VI (1912), XXIII-3